# Кречетович, Виталий Иванович
Виталий Иванович Кречетович (1901—1942) — советский ботаник, специалист по осоковым растениям.

## Биография
Виталий Иванович Кречетович родился 7 апреля 1901 года в местечке Барановичи Новогрудского уезда в семье железнодорожного служащего. Вскоре переехал вместе с родителями в город Клинцы Черниговской губернии. В 1919 году получил там среднее образование. Ещё в средней школе проявил большой интерес к естествознанию, в частности, собирал гербарий местной флоры. В 1920 году основал Клинцовский областной музей, был главой его ботанического отдела и библиотеки. В 1924—1926 годах преподавал естествознание в местных школах. Понимая недостаточность своей подготовки, в 1926 году переехал в Ленинград для работы на общественных началах в гербарии Ботанического института АН. Там В. И. Кречетович подготовил свою первую научную публикацию «Заметки об осоках Ярославской губернии», напечатанную в 1927 году. После этого систематика рода Carex (осоки) стала делом жизни Кречетовича.
В 1928 году по рекомендации Н. И. Вавилова Кречетович был зачислен в аспирантуру во Всесоюзный институт растениеводства, следует учесть, что при этом у Виталия Ивановича не было высшего образования. В аспирантуре он пишет две работы по систематики чая и камелий, увы, оставшиеся не опубликованными. Кречетович работал также в гербарии Главного ботанического сада. С 1930 года Кречетович — научный сотрудник Ботанического института. В 1935 году он получил степень кандидата биологических наук.
В 1941 году Кречетович вступил в ряды народного ополчения, затем был возвращён в Ботанический институт. В ноябре оранжереи ботанического сада были разрушены. 18 февраля 1942 года Виталий Иванович Кречетович скончался.
Кречетович — составитель описаний ко всем видам рода Осока в издании «Флора СССР»; кроме этого рода обрабатывал семейства Ситниковые, Злаковые, Мареновые и Бобовые.

## Род и некоторые виды растений, названные в честь В. И. Кречетовича
- Kreczetoviczia Tzvelev, 1999 [syn.  Trichophorum Pers., 1805, nom. cons.]
- Carex kreczetoviczii T.V.Egorova, 1959
- Cytisus kreczetoviczii Wissjul., 1954